# Druid Hills (Kentucky)
Druid Hills es una ciudad ubicada en el condado de Jefferson en el estado estadounidense de Kentucky. En el Censo de 2010 tenía una población de 308 habitantes y una densidad poblacional de 1.336,17 personas por km².

## Geografía
Druid Hills se encuentra ubicada en las coordenadas 38°15′54″N 85°39′42″O / 38.26500, -85.66167. Según la Oficina del Censo de los Estados Unidos, Druid Hills tiene una superficie total de 0.23 km², de la cual 0.23 km² corresponden a tierra firme y (0%) 0 km² es agua.

## Demografía
Según el censo de 2010, había 308 personas residiendo en Druid Hills. La densidad de población era de 1.336,17 hab./km². De los 308 habitantes, Druid Hills estaba compuesto por el 100% blancos, el 0% eran afroamericanos, el 0% eran amerindios, el 0% eran asiáticos, el 0% eran isleños del Pacífico, el 0% eran de otras razas y el 0% pertenecían a dos o más razas. Del total de la población el 0.32% eran hispanos o latinos de cualquier raza.